# Orgeln der Kathedrale Oliva

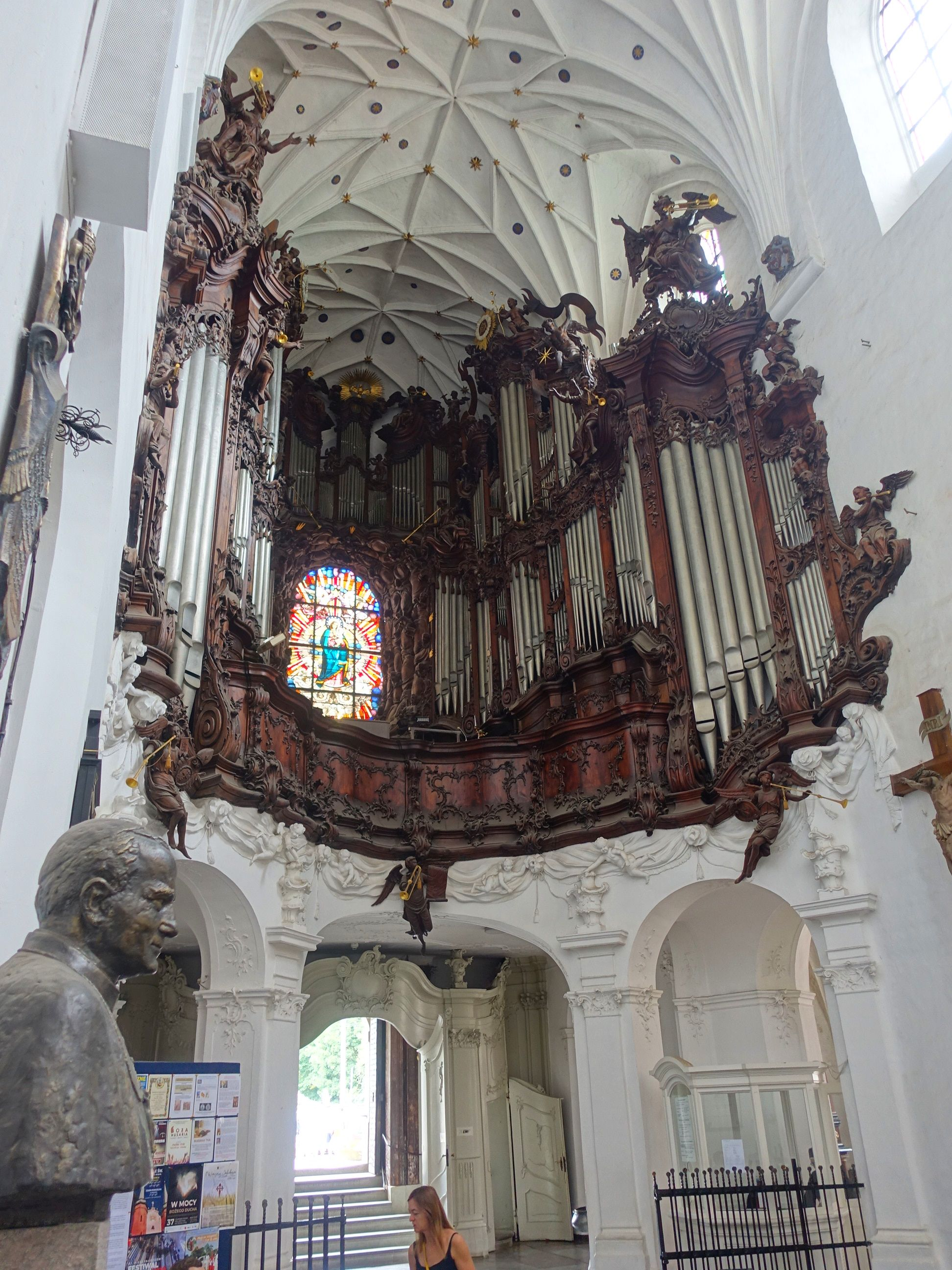
Orgel und Barockprospekt

Die Orgeln der Kathedrale in Oliva sind historische Orgeln. Die Hauptorgel wurde seit 1763 gebaut und mehrfach umgebaut. Sie hat den größten erhaltenen Barockprospekt überhaupt. Der Prospekt der Seitenorgel ist von 1680.

## Geschichte

### Älteste Orgeln
Von 1433 ist die älteste Erwähnung einer Orgeln im Zisterzienserkloster Oliva erhalten. 1498 gab es bereits zwei Orgeln. Diese wurden 1577 bei einer Verwüstung des Klosters durch eine aufgebrachte Menschenmenge zerstört. 1580 wurde eine kleine Orgel mit zwei kurzen Manualen gebaut, 1603–1604 schuf Christian Neumann eine neue große Orgel, vermutlich mit Teilen der Vorgängerinstrumente. 1626 wurden beide Orgeln bei einem schwedischen Angriff beschädigt. 1628 wurde eine neue große Orgel gebaut. Vermutlich 1655 ließ der schwedische Admiral Wrangel die kleine Orgel in das Skolkloster bei Stockholm bringen. Dort soll sie bis heute stehen. Untersuchungen zeigten allerdings, dass das dortige Instrument 1667 in Schweden gefertigt wurde.
1680 wurde eine neue Chororgel gebaut. Der Erbauer ist unbekannt, möglicherweise war es Johann Georg Wolff. 1758 wurde diese von Johann Wilhelm Wulff erneuert und von 14 auf 18 Register erweitert.

### Orgelneubau durch Johann Wilhelm Wulff und Friedrich Rudolf Dalitz 1763–1793
1763 begann Johann Wilhelm Wulff im Auftrag des Abtes Jacek Rybiński mit dem Bau einer neuen Orgel. Diese sollte die größte ihrer Zeit werden. Da die Westempore nicht genügend Platz bot, konstruierte er den Prospekt in Hufeisenform. An dem Bau waren vermutlich etwa 20 bis 25 Zisterziensermönche beteiligt.
1788 wurde der Bau aus unbekannten Gründen unterbrochen. Ein neuer Abt hatte Veränderungen des Aufbaus gefordert, möglicherweise war dies die Ursache. Von 1790 bis 1793 stellte der bekannte Danziger Orgelbauer Friedrich Rudolf Dalitz das Instrument fertig. Er versetzte den Spieltisch an die Nordseite und tauschte Teile des Ober- und des Pedalwerks miteinander aus.
Die Orgel war mit 83 Registern und 7.900 Pfeifen auf drei Manualen und Pedal die größte ihrer Zeit.

### Umbauten durch Friedrich Wilhelm Kaltschmidt 1863–1865
1831 wurde das Zisterzienserkloster aufgelöst, die Kirche wurde zur Pfarrkirche. Die Orgel war im Laufe der Jahrzehnte fehlerhaft und matt geworden. Von 1863 bis 1865 besserte Friedrich Wilhelm Kaltschmidt aus Stettin aus. Er erneuerte die Spielmechanik, die Windladen, baute 30 neue Register, arbeitete einige weitere um.

### Umbauten durch Gebrüder Dinse 1902 und Josef Goebel 1935
1874 restaurierte Carl Schuricht die Chororgel. 1902 erneuerte die Brüder Paul und Oswald Dinse Zungenregister im Haupt-, Kron- und Pedalwerk. Die Chororgel erhielt eine pneumatische Traktur mit 14 Registern. 1914 konnten die Zinnpfeifen der großen Orgel vor dem Zugriff als Kriegsmaterial geschützt werden, 1917 wurden die Zinnpfeifen der Chororgel ausgebaut.
1935 erneuerte Josef Goebel aus Danzig fast die gesamte Orgel. Erhalten blieben der Barockprospekt und etwa die Hälfte der Pfeifen. Die Spieltraktur wurde elektropneumatisch, es wurde ein neuer freistehender Spieltisch mit nun vier (statt vorher fünf) Manualen gebaut, die Register wurden in sechs Werke aufgeteilt. Die Orgel besaß nun 87 Register. Dazu wurde die Chororgel mit einem elektrischen Kabel mit der Hauptorgel verbunden. Beide zusammen waren damit mit 101 Registern und 6.800 Pfeifen eine der größten im Ostseeraum.

### Reparaturen und Umbauten seit 1945
Die Orgeln wurden 1945 nur wenig beschädigt, die historischen Prospektpfeifen waren ausgelagert worden, einige andere Metallpfeifen wurden geplündert. 1945 setzte Friedrich Schwarz, ein ehemaliger Mitarbeiter von Josef Goebel, die Prospektpfeifen wieder ein und machte die Orgel wieder spieltüchtig. 1955 ersetzte Wacław Biernacki die noch fehlenden Pfeifen. Seit 1958 wurden alljährlich Orgelfestivals in Oliwa veranstaltet.
1966 bis 1968 führte Zygmunt Kamiński einige Umbauten durch. Ein neuer elektrischer Spieltisch wurde gebaut. Ein Positiv wurde als ein eigenes drittes Instrument gebaut. Damit hatten alle drei Instrumente zusammen 110 Register und Pfeifen

Von 2000 bis 2004 reinigte und reparierte Zdzisław Mollin die Prospektpfeifen. Außer dem Pedalregister Oktavbas konnten alle erhalten werden. Es wurde ein neuer Spieltisch gebaut, der 8x8=64 freie Kombinationen ermöglicht.
In das historische Gehäuse der Chororgel wurde ein neues Instrument von Kemper  gebaut mit 17 Registern.

## Orgeln
Die Kathedrale Mariä Himmelfahrt in Oliwa hat heute drei Orgeln, die von einem gemeinsamen Spieltisch aus zusammen gespielt werden können. Die Hauptorgel hat 85 Register mit fünf Manualen und Pedal, ein getrenntes Positiv hat 9 klingende Register und die Chororgel 17 Register mit zwei Manualen. Zusammen sind sie mit 111 Registern, 161 Pfeifenreihen und fünf Manualen eine der größten Orgeln Polens.
Hauptorgel und Positiv
Das Positiv (Manual I) und die große Orgel (Manuale II–V) haben heute folgende Disposition.
| I Positiv C– |       |
| Flet kryty   | 8′    |
| Kwintadena   | 8′    |
| Pryncypał    | 4′    |
| Rurflet      | 4′    |
| Oktawa       | 2′    |
| Kwinta mała  | 1 ⁄3′ |
| Sifflet      | 1′    |
| Scharf IV    |       |
| Musette      | 8′    |
| Tremolo      |       |

| II Hauptwerk C– |        |
| Pryncypał       | 16′    |
| Gedacktpommer   | 16′    |
| Pryncypal       | 8′     |
| Flet otwarty    | 8′     |
| Rurflet         | 8′     |
| Viola           | 8′     |
| Nasard wiekli   | 5 1⁄6′ |
| Oktawa          | 4′     |
| Blokflet        | 4′     |
| Gemshorn        | 4′     |
| Sesquialtera II |        |
| Kwinta          | 2 ⁄3′  |
| Superoktawa     | 2′     |
| Mixtura V-VI    |        |
| Scharf IV       |        |
| Bombard         | 16′    |
| Trompet         | 8′     |
| Clairon         | 4′     |

| III Brustwerk C– |        |
| Róg nocny        | 16′    |
| Pryncypał włoski | 8′     |
| Flet miedziany   | 8′     |
| Violflet         | 8′     |
| Oktawa           | 4′     |
| Flet płaski      | 4′     |
| Kwinta           | 2 ⁄3′  |
| Oktawa fletowa   | 2′     |
| Tercja           | 1 3⁄5′ |
| Gemskwinta       | 1 ⁄3′  |
| Oktawa           | 1′     |
| Tercjan II       |        |
| Mixtura III-V    |        |
| Kwintcymbel III  |        |
| Krummhorn        | 8′     |
| Trichterregal    | 8′     |
| Barpfeife        | 8′     |

| IV Schwellwerk C– |       |
| Kwintadena        | 16′   |
| Pryncypał         | 8′    |
| Flet morski       | 8′    |
| Salicet           | 8′    |
| Praestant         | 4′    |
| Flet poprzeczny   | 4′    |
| Vox coelestis     | 8′    |
| Oktawa fletowa    | 2′    |
| Superkwinta       | 1 ⁄3′ |
| Sedecima          | 1′    |
| Mixtura II-IV     |       |
| Acuta III-IV      |       |
| Ranket            | 16′   |
| Obój              | 8′    |
| Regał skrzypcowy  | 4′    |
| Dzwony            |       |

| V Kronwerk C–  |       |
| Hornpryncypał  | 8′    |
| Flet kryty     | 8′    |
| Gamba          | 8′    |
| Flet           | 4′    |
| Oktawa         | 4′    |
| Viola          | 4′    |
| Kwinta         | 2 ⁄3′ |
| Flet leśny     | 2′    |
| Tercflet       | 2 ⁄3′ |
| Septyma        | 1 ⁄7′ |
| Nona           | 8⁄9′  |
| Mixtura III-IV |       |
| Scharf V       |       |
| Terccymbel III |       |
| Dulcjan        | 16′   |
| Trompet jasny  | 8′    |
| Obój           | 8′    |
| Vox humana     | 8′    |
| Szałamaja      | 4′    |
| Tremolo        |       |

| Pedalwerk C–    |         |
| Kontrapryncypał | 32′     |
| Pryncypałbas    | 16′     |
| Subbas          | 16′     |
| Wiolonbas       | 16′     |
| Kwintabas       | 10 2⁄3′ |
| Oktavbas        | 8′      |
| Rurflet         | 8′      |
| Flet kryty      | 8′      |
| Chroałbas       | 4′      |
| Flet szeroki    | 4′      |
| Rauschpfeife II | 2 ⁄3′   |
| Okaryna         | 1′      |
| Miksturbas VI   |         |
| Kontrapuzon     | 32′     |
| Puzon           | 16′     |
| Dulcjan         | 16′     |
| Trompet         | 8′      |

- Koppeln: I/II, III/II, IV/II, V/II, IV/III, V/III, V/IV

Seitenorgel
Die Seitenorgel ist im historischen Prospekt von 1680. Sie wurde von der Firma Kemper aus Lübeck gebaut  und 2003 in Oliwa eingebaut. Sie ist auch auf dem zentralen Spieltisch spielbar, dort auf den Manualen IV und V.
| I (IV) Hauptwerk C– |       |
| Pryncypał           | 8′    |
| Flet major          | 8′    |
| Oktawa              | 4′    |
| Flet drewniany      | 4′    |
| Nasard              | 2 ⁄3′ |
| Szpicflet           | 2′    |
| Mixtura IV-V        |       |
| Trompet             | 8′    |

| II (V) Brustwerk C– |    |
| Copula              | 8′ |
| Flet minor          | 4′ |
| Pryncypał           | 2′ |
| Sesquialtera II     |    |
| Scharff II-IV       |    |
| Regał (vakant)      | 8′ |
| Tremolo             |    |
| Stella              |    |

| Pedalwerk C– |     |
| Subbas       | 16′ |
| Pommer       | 8′  |
| Dulcjian     | 16′ |

- Koppeln: II/I, I/P, II/P

Teile der Orgeln
Der Orgelprospekt stammt noch aus der Erbauungszeit der Orgel von 1763/1788. Die beweglichen Figuren haben ihre originale Mechanik. Der Orgelprospekt ist einmalig in seiner Form und zählt zu den größten Prospekten der Welt.
Von Wulff stammen auch noch alle 445 Prospektpfeifen. Rund die Hälfte des im sich im Gehäuse befindenden Pfeifenwerks sind noch von Wulff, Friedrich Rudolf Dalitz und Friedrich Wilhelm Kaltschmidt. Die andere Hälfte stammt größtenteils von Josef Goebel, in kleinen Teilen auch von Wacław Biernacki und Zygmunt Kamiński.
Die Teilwerke der Orgeln befinden sich
- Kronwerk (Manual V) in der Westfassade.
- Schwellwerk (Manual IV) ist im hinteren Teil der Nordfassade untergebracht.
- Brustwerk (Manual III) verbirgt sich hinter dem Prospekt im vorderen Teil der Nord- und Südfassaden.
- Hauptwerk (Manual II) steht im Prospekt in den Nord- und Südfassaden.
- Positiv (Manual I) befindet sich im dritten westlichen Arkadenbogen.
- Das Pedalwerk befindet sich im vorderen Teil des Prospekts in den Nord- und Südfassaden (so wie es von Wulff seiner Zeit gebaut wurde). Die Pedaltürme zu Beginn beider Fassaden halten die Pfeifen des Principal 16' Registers.
- Die Chororgel befindet sich im Südflügel des Querschiffs und ist von dort, wie auch von den Manualen IV und V des Spieltisches der großen Orgel spielbar.

Alle drei Instrumente sind mit einer elektro-pneumatischen Spieltraktur ausgestattet. Ein Teil der in dieser Traktur verwendeten Magnete stammt noch vom Umbau Josef Goebels.
Orgelprospekt
Der Orgelprospekt ist mit einer reichen Rokokodekoration verziert. Auf dem Prospekt sowie auch auf den einzelnen Pfeifenfeldern sitzen oder stehen Engelsfiguren die in ihren Händen Posaunen, Trompeten oder Glocken halten. Diese Figuren machte Wulff beweglich, so dass beim dafür vorgesehenen Register die Engel mit den Glocken läuteten und ihre Trompeten und Posaunen bewegten, als würden sie selber spielen.
Oben in der Mitte der Westempore krönt eine Sonne in Goldfarben den Prospekt. Zusammen mit an mehreren Stellen am Prospekt angebrachten Sternen ist auch sie beweglich und läutet wenn ein spezielles Register betätigt wird.
Insgesamt schmücken über 40 Figuren den Orgelprospekt, wovon 29 beweglich sind.